# Aszada Mao
Aszada Mao (浅田 真央; Hepburn: Asada Mao; 1990. szeptember 25., Nagoja, Japán –) japán műkorcsolyázó. Ő a 2008-as és a 2010-es világbajnok és Négy Kontinens-bajnok, négyszeres japán bajnok (2006, 2007, 2008, 2009), kétszeres Grand Prix Döntő aranyérmes (2005, 2008), junior világbajnok (2005). Jelenleg harmadik az ISU világranglistáján.
Ő az első műkorcsolyázónő, aki megugrott két tripla axelt egy kűrben nemzetközi versenyen, a 2008-as Grand Prix Döntőben. Ezen kívül ő az első, aki tripla axelt ugrott Junior Világbajnokságon (2005), és Junior Grand Prix Döntőben (2004). 2010 márciusában bekerült a Guinness rekordok könyvébe azzal, hogy három tripla axelt ugrott a 2010-es téli olimpián.

## Élete
Nagojában született, Aicsiben, 1990. szeptember 25-én. Daicsi Mao japán színésznő után nevezték el. 2009. március 15-én fejezte be a középiskolát (Csúkjó Középiskola). Ezt követően beiratkozott a Csúkjó Egyetemre.
Nővére, Aszada Mai, szintén műkorcsolyázó.

## Karrier

### Az első évek
Eredetileg balettozni tanult, de 1995-ben nővérével együtt váltott műkorcsolyára. A 2002-2003-a szezonban megnyerte a Japán Ifjúsági Bajnokságot, és így elindulhatott a Junior Japán Bajnokságon is (negyedik helyen végzett). Ugyanebben az évben már versenyzett a felnőttek között is (12 évesen), ahol hetedik lett. Ezen a versenyen bemutatott egy tripla flip-tripla rittberger-tripla toe loop kombinációt, amit nő még nem ugrott meg nemzetközi versenyen, valamint egy tripla axelt is.
A 2003–2004-es szezonban nyolcadik helyen zárt a Japán Bajnokságban. Megnyerte a Mladost Trophy-t, élete első nemzetközi versenyét.
A 2004-2005-ös szezonban versenyzett először Junior Grand Prix Döntőben, ahol aranyérmes lett. Megnyerte a 2004-es Junior Japán Bajnokságot, és így kijutott a 2005-ös kitcheneri Junior Világbajnokságra. Itt ő lett az első műkorcsolyázónő, aki junior világbajnokságon hibátlan tripla axelt mutatott be. Megverte későbbi nagy riválisát, a dél-koreai Kim Jonát. 2004-ben seniorban is indult a Japán Bajnokságban, ahol ezüstérmes lett Andó Miki mögött.

### 2005–2006
2005 őszén már a senior mezőnyben indult el a Grand Prix-sorozatban. 2005 novemberében ezüstérmes lett a Kínai Kupán Irina Eduardovna Szluckaja mögött, de megverte a későbbi olimpiai bajnokot, Arakava Sizukát. Néhány héttel később aranyérmes lett a Trophée Eric Bompard-on, Párizsban, ismét legyőzve Arakawát és Sasha Cohent is. Kvalifikálta magát a tokiói Grand Prix Döntőre, ahol szintén aranyérmes lett. Irina Szluckaját, a kétszeres világbajnokot, és honfitársát, Nakano Jukarit is. A kűrjében pedig ismét hibátlan tripla axelt ugrott.
A 2005-ös Japán Bajnokságban újra ezüstérmes lett, ezúttal Szuguri Fumie mögött, de nem mehetett el a torinói Olimpiára a korhatár miatt. Az ISU szabályzata azt írja elő, hogy csak az mehet nemzetközi versenyre, aki előző év július 1-jéig betölti a 15. életévét. (Az Olimpiára Szuguri Fumie, Arakava Sizuka és Andó Miki kerültek ki a japán csapatból.) Ezen a Japán Bajnokságon történelmet írt: ő lett az első nő, aki két tripla axelt ugrott meg egyetlen kűrben, habár nem nemzetközi versenyen.
A 2006-os Junior Világbajnokságon nem sikerült megvédenie a címét, 24.19 ponttal kikapott Kim Jonától. Ezen a versenyen ő lett az első nő, aki nemzetközi versenyen tripla axelt mutatott be a rövid programban.

### 2006–2007
A 2006-os Grand Prix-sorozatban már Aszada legnagyobb riválisa, Kim Jona is a felnőttek között indult. Az első versenyén, a Skate Americán Asada bronzérmes lett Andó Miki és Kimmie Meissner mögött, a másodikon viszont Japánban aranyérmes lett. Ezen a versenyen beállította az új ISU világrekordot (199.52) Kvalifikálta magát a szentpétervári Grand Prix Döntőre, ahol a rövid program után még magasan vezetett, a kűrben viszont kétszer is elesett, így Kim Jona ismét legyőzte őt. Bronzérmes a svájci Sarah Meier lett.
A 2006-os Japán Bajnokságban magasan megvert mindenkit, így első számú japánként jutott ki a tokiói világbajnokságra. Itt egy rontott rövid program után csak az ötödik helyen állt, több mint 10 pont hátrányból Kim Jonához képest, aki világcsúcsot döntött (71.95). A kűrben viszont a koreai két tripla lutzban is elesett, Aszada viszont 133.13-as új világcsúccsal megnyerte a kűrt, és így megelőzte Kimet. Aranyérmes viszont Andó Miki lett, aki 0.64 ponttal tudta csak legyőzni Asadát.

### 2007–2008
Az első versenye 2007-ben a Skate Canada volt, ahol aranyérmes lett Joannie Rochette és Nakano Jukari előtt. Csakugyan megnyerte a párizsi Grand Prix-t, és így bejutott a Grand Prix Döntőbe. Itt a rövid program után az utolsó, a hatodik helyen állt. Kihagyta a tripla lutzot, és hibázott a lépéssorában. A kűrt viszont megnyerte, így feljött a második helyre Kim Jona mögé. Mögötte 12.66 ponttal a bronzérmes Carolina Kostner lett.
A 2007-es Japán Bajnokságban megvédte a címét, így kijutott a Négy Kontinens Bajnokságra és a Világbajnokságra is. A februári Négy Kontinensen sérülés miatt nem versenyzett legnagyobb riválisa, Kim, így Aszada könnyedén nyerte a versenyt, 13.71 pontos fölénnyel a kanadai Joannie Rochette előtt. Bronzérmes honfitársa, Andó Miki lett.
A Négy Kontinens Bajnokság előtt Asada elhagyta edzőjét, Rafael Arutuniant, és visszament Japánba. A Világbajnokságra, Göteborgba is edző nélkül utazott el. 2008. március 20-án világbajnok lett, habár a rövidben és a kűrben is második helyen végzett: a rövidben az olasz Kostner előzte meg, három tized ponttal, a kűrben pedig a rövidben nagyot hibázó Kim Jona volt a legjobb. Aszada hatalmasat esett a tripla axelben, utána viszont magabiztos, hibátlan programot futott. 0.88 ponttal megelőzve Kostnert és 1.92-vel Kimet, ő lett a világbajnok.

### 2008–2009
2008 nyarán Moszkvába ment edzeni, Tatyjana Taraszovához, aki az előző évi rövid programját koreografálta.
A 2008-as párizsi Grand Prix-n hatalmas meglepetésre kikapott a kanadai Joannie Rochette-től, és élete legalacsonyabb pontszámát kapta (felnőtt nemzetközi versenyen). Ezt követően viszont aranyérmes lett az NHK Trophyn, ahol két tripla axelt ugrott a kűrben (de az egyiket visszaminősítették). Kvalifikálta magát a koreai Grand Prix Döntőre, ahol a rövid program után a második helyen állt Kim mögött, a kűrt viszont megnyerte. Ő lett az első nő, aki két sikeres tripla axelt mutatott be ISU versenyen. 188.55 ponttal aranyérmes lett, mögötte Kim ezüst-, Carolina Kostner bronzérmes lett.
2008-ban egymás után harmadszor lett japán bajnok. A 2009-es vancouveri Négy Kontinensen csak a hatodik helyen állt a rövid program után, 15 pont hátrányban a világcsúcsot (72.24) döntő Kim Jona mögött. A kűrben már ő volt a legjobb, így sikerült följönnie a harmadik helyre. Aranyérmes Kim, ezüstérmes a kanadai Rochette lett.
A 2009-es Los Angeles-i Világbajnokság volt karrierje mélypontja. A rövid program után még a harmadik helyen állt, 10 pont hátrányban Kim mögött, de két pontra sem Rochette-től. A kűrben első tripla axelje sikeres volt, a másodikban viszont elesett. Kim már a rövid programban is világcsúcsot döntött (76.12), és a kűrben is hihetetlen magas pontszámot kapott. Joannie Rochette megőrizte ezüstérmes helyét, és Andó Miki, 2007 világbajnoka fel tudott jönni a harmadik helyre. Aszada lecsúszott a dobogóról; ez először történt meg vele nemzetközi versenyen.
A 2008–2009-es szezon utolsó versenyén is versenyzett, a World Team Trophyn, a japán csapat egyik főembereként. 75.84-es, bámulatos egyéni csúccsal megnyerte a rövid programot, és ő lett az első nő, aki senior ISU versenyen tripla axelt ugrott a rövid programban. A kűrben is ő volt a legjobb, egy sikeres tripla axellel (a másodikat visszaminősítették). A női egyéni versenyt ő nyerte, a japán csapat az összesítettben bronzérmes lett az USA és Kanada mögött.

### 2009–2010
A 2009-es Grand Prix-szezon volt Aszada eddigi legsikertelenebb GP-szereplése. A párizsi Trophée Eric Bompardon ezüstérmes lett Kim Jona mögött, de rontott rövid programmal és kűrrel. Az egy héttel későbbi moszkvai Rostelecom Cupon pedig csak az ötödik helyen végzett, így ez a legrosszabb eredménye, amit seniorban ért el. Nem sikerült kvalifikálnia magát a tokiói Grand Prix Döntőbe sem.
A 2009 decemberében megrendezett Japán Bajnokság jelentette számára a nagy visszatérést. A rövid program után 69.12 ponttal az első helyen állt (3axel-2toe loop - visszaminősített, 3flip, 2axel). A kűrben tisztán megugrotta a tripla axelt, és végül 204.62 összesített pontszámmal aranyérmes lett, és így kvalifikálta magát a 2010-es Vancouveri Téli Olimpiai Játékokra.
2010 januárjában, két héttel az olimpia előtt elindult a dél-koreai Négy Kontinens Bajnokságon. A rövid programban csak a harmadik helyen állt, mert visszaminősítették a tripla axelját, a tripla flippet pedig szimplára ugrotta. A kűrben viszont megugrotta mindkét axelt, és egy hibátlan programmal feljött az első helyre (183.96), másodszor is Négy Kontinens Bajnok lett (2008, 2010).
A Vancouveri Olimpián tökéletes rövid programot futott, ekkor történt meg először a szezonban, hogy tiszta tripla axelt ugrott rövid programban. 73.78 ponttal állt a második helyen a dél-koreai Kim Jona mögött. A kűrben is elfogadták mind a két tripla axelt, viszont elrontotta a hármas kombinációját (3Flip-2Rittberger-2Rittberger), és leakadt a korcsolyája sarka a 3Toeloop előtt. Második lett a kűrben is (131.72), így ezüstérmes lett (205.50).
Az olimpiát követően Aszada bekerült a Guinness rekordok könyvébe: ő az első műkorcsolyázónő, aki egy versenyen három tripla axelt mutatott be.
2010 márciusában az olimpiai bajnok Kim Jonával egyetemben részt vett a torinói világbajnokságon. Visszaminősítették tripla axelját a rövid programban, így 68.08 ponttal állt a második helyen az amerikai Mirai Nagasu mögött. A kűrben az egyik axelt adták csak meg, így 129.50 ponttal zárt, összességében pedig 197.58 ponttal megnyerte a világbajnokságot.
2010 májusában bejelentette, hogy a következő szezonra a rövid programját Tatyjana Taraszova, a kűrt pedig Lori Nichol fogja koreografálni.

### 2010–2011
Az olimpia után Mao úgy érezte, hogy szükség van ugrástechnika teljes újratanulására, az elmúlt évek során kapott sorozatos leminősítések miatt, és mert Vancouverben nem jött össze, a szocsi olimpián ő szeretne a dobogó legfelső fokára lépni. A Vancouveri második helyezés után úgy döntött, hogy edzőt vált. Ideiglenesen Nagakubo Hirosi foglalkozott vele, majd véglegesen Szató Nobuo lett a főedzője.
Ilyen korban nagyon nehéz áttanulni a rosszul bevésődött technikát, és ez nagyon meglátszott Mao Grand Prix szereplésén.
Az NHK Trohy versenyen a rövid programjában mindhárom ugráselemben hibát vétett, így a 8. helyen végzett, 47,95 ponttal.
A szabad program is tele volt bizonytalanságokkal, ami a sorozatos rontásokban is meglátszott. Nagyon alacsony ponttal, 85,45-dal , összesítésben 133.40 ponttal a nyolcadik helyen végzett.
A párizsi Trophée Eric Bompardon sem sikerült a magabiztos szereplés, a rövid programban 7. helyezést ért el 50.10 ponttal, a szabad programra 97.92-t kapott, és összesítésben az ötödik helyen végzett.
Januárban a Japán Nemzeti bajnokságra már kezdett régi önmagára hasonlítani, a rövid programban vezetett, a szabad programban második, és összesítve második helyezést ért el Andó Miki mögött, és ezzel kvalifikálta magát a világbajnokságra.
A Négy kontinens versenyen is nagyon szépen futott már, ott is Andó Miki mögött végzett a rövid és hosszú programban egyaránt második lett.
A világbajnokságon viszont nem teljesített úgy ahogy azt az előző két verseny után számolni lehetett. Általában összeszedi magát a szezon második felére, azonban idén a Japán földrengés, cunami, atomkatasztrófa annyira megviselte, hogy nem tudott rendesen enni, sokat fogyott, és emiatt nem a legjobb kondícióval érkezett Moszkvába. Kisebb rontásokkal, Mao a hatodik helyen végzett 172.79 ponttal.

### 2011–2012
A 2011-12-es Grand Prix-szezonban Aszada a japán és az orosz versenyre kapott meghívást. Az NHK Trophyn a rövid programja 58.32 ponttal harmadik lett, a kűrben viszont 125.77 ponttal a legjobbnak bizonyult. Összességében 184.19 ponttal ezüstérmet szerzett honfitársa, Szuzuki Akiko mögött. A Moszkvában rendezett orosz kupán viszont nem talált legyőzőre, mind a rövid programot (64.29), mind a kűrt (118.96) megnyerte, így összességében 183.25 ponttal aranyérmes lett, és 2008-as döntőgyőzelme óta először sikerült kvalifikálnia magát a Québecben rendezett Grand Prix Döntőbe.
A december elején rendezett quebeci Grand Prix Döntőre megérkezett ugyan, de még a verseny kezdete előtt visszalépett, amikor hírt kapott súlyosan beteg édesanyja romló állapotáról. Kjoko, Aszada édesanyja 2011. december 9-én, 48 évesen hunyt el.
Két héttel édesanyja halála utána Aszada megnyerte ötödik japán bajnoki címét (184.07), így kvalifikálta magát a 2012-es Négy Kontinens Bajnokságra, és a Nizzában rendezendő márciusi világbajnokságra.

## Ugrástechnikája
Aszada 12 éves korában mutatta be első tökéletes tripla axeljét, és ő lett az első nő, aki tripla-tripla-tripla kombinációt ugrott. 14 évesen pedig ő lett az első, aki junior nemzetközi versenyen mutatta be ezt az ugrást. Ma ő az egyetlen a női mezőnyben, aki ugorja ezt az ugrást.
A 2007-2008-as szezontól kezdve a tripla lutzából levonást kapott, mert nem a megfelelő külső élről ugrott fel (ez az ún. "flutz"). Az ezt követő nyáron kijavította a hibát, és külső élről ugrik el a lutzban, de éppen ezért ez az ugrása nagyon bizonytalan. 2008-2009-ben már bele se tette a kűrjébe.
A 2008-as szezonig problémái voltak a tripla toe looppal és a salchowval is. Viszont mind a két ugrást sikerült biztossá tennie, és ugrotta őket a 2008-2009-es kűrjében. Általában tripla rittbergert használ a kombinációi második ugrásának, riválisaival ellentétben, akik mind toe loopot ugranak. A rittberger kiindulási pontszáma és nehézsége is jóval nagyobb, mint a toe loopé.
Leghíresebb kombinációja a tripla axel-dupla toe loop.

## Edzőváltások
2006-ig Aszada Japánban élt és edzett, Jamada Macsikónál, aki az első japán világbajnoknő, Itó Midori edzőnője is volt. Ő tanította meg Itónak és Aszadának is a tripla axelt. 2006 júniusában Aszada Lake Arrowheadbe ment, Los Angelesbe, nővérével, Maival együtt, és Rafael Arutuniannál edzett. Itt el tudott menekülni a japán média hadjárataitól és a fanatikus szurkolóktól. 2008 januárjában ismeretlen okok miatt elhagyta Arutuniant, és visszament Japánba. Az elkövetkező hónapokban pedig egyedül készült, edző nélkül. Már 2007 nyarán is foglalkozott vele az orosz edzőnő, Tatyjana Taraszova. 2008 nyarán Aszada bejelentette, hogy állandó edzőjének választotta őt. Az olimpiát követően, 2010 márciusában végleg visszaköltözött Japánba, és hivatalosan ismét nincs edzője. A torinói világbajnokságra technikai edzője, Shanetta Folle kísérte.

## A médiában
Aszada az egyik legnépszerűbb sportoló Japánban. Rendszeresen szerepel reklámokban és TV-műsorokban. Van egy kutyája, Aero, akit egyszer egy gálaprogramjában fel is vitt magával a jégre, és reklámokban is szerepeltették.
Nagojában 2007 óta minden évben megrendezik az Aszada nevével hirdetett gálát, a "The Ice"-t, ahol sok japán és külföldi sztár fellép: többek között nővére, Aszada Mai, Andó Miki, Mirai Nagasu, Kozuka Takahiko, Nakano Jukari, Szuzuki Akiko, Mura Takahito, Evan Lysacek, Sinead és John Kerr, Dan Zhang és Hao Zhang, Qing Pang és Jian Tong, Adam Rippon, Tanith Belbin és Benjamin Agosto, Sasha Cohen, Alekszej Jagugyin, Jeffrey Buttle. Utóbbival páros programokban is korcsolyáznak együtt. A show-t rendszerint a Chukyo TV közvetíti. 2010 áprilisában a japán császár személyesen gratulált neki eredményeihez.
Szponzorai: Itoham Foods, Japan Hotlife, Kao-Asience, Olympus, Meitetsu Estates, Nepia, Lotte, Omron, United Airlines és a Weider in Jelly.

## Programok
| Szezon    | Rövid program                                                         | Kűr                                                           | Gála                                                                     |
| --------- | --------------------------------------------------------------------- | ------------------------------------------------------------- | ------------------------------------------------------------------------ |
| 2009-2010 | Hacsaturian: Masquerade - kor.: Tatyjana Taraszova                    | Rachmaninov: Cisz-moll prelüd - kor.: Tatyjana Taraszova      | Paganini: Caprice - kor.: Tatyjana Taraszova                             |
| 2008-2009 | Debussy: Claire de Lune - kor.: Lori Nichol                           | Hacsaturian: Masquarade - kor.: Tatyjana Taraszova            | Tango Por Una Cabeza & Payadora - kor.: Tatyjana Taraszova               |
| 2007-2008 | Nigel Hess: Fantázia Hegedűre és Zenekarra - kor.: Tatyjana Taraszova | Chopin: Fantázia Impromptu - kor.: Lori Nichol                | Chopin: So deep is the night - kor.: Lori Nichol                         |
| 2006-2007 | Chopin: Noktürn - kor.: Lori Nichol                                   | Monti: Csárdás - kor.: Lori Nichol                            | Bizet: Carmen - Habanera - kor.: Lori Nichol                             |
| 2005-2006 | Bizet: Carmen - kor.: Jamada Macsiko és Higucsi Mihoko                | Csajkovszkij: Diótörő- kor.: Lori Nichol                      | Over the Rainbow (Eva Cassidy)- kor.: Lori Nichol                        |
| 2004-2005 | Over the Rainbow - kor.: Lea Ann Miller                               | Rossini-Respighi: La Boutique Fantastique - kor.: Lori Nichol | Pick Yourself Up (Natalie Cole) - kor.: Jamada Macsiko és Higucsi Mihoko |